# 宮里優吾
宮里 優吾（みやさと ゆうわ、2001年9月27日 - ）は、東京都渋谷区出身のプロ野球選手（投手・育成選手）。右投右打。福岡ソフトバンクホークス所属。2025年8月5日から9月30日までオイシックス新潟アルビレックス・ベースボール・クラブに派遣される。

## 経歴

### プロ入り前
小学校1年生のときに渋谷本町スターズで野球を始めた。当初は主にサードやショートを守っていたが、投手が足りないチーム事情で4年生からはピッチャーを始めた。渋谷本町学園中学校では硬式野球の練馬北シニアでプレーした。
岩倉高校では1年夏からベンチ入りし、初戦敗退となった東東京大会でも登板機会を得た。1年冬に右肘を痛めて5月頃まで戦列を離れ、2年夏は背番号19でベンチ入りし、修徳との初戦に登板したが、チームは2年連続で初戦敗退。新チームではエースを務め、2年秋は都大会でベスト8に進出するも、3年春はチームの部内暴力発覚による3か月の対外試合禁止処分で都大会には出場できなかった。3年夏の東東京大会では都立高島との5回戦で敗退したものの、計21回1/3で1失点と好投した。
東京農業大学へ進学し、東都2部・3部でプレーした。
2023年10月26日に開催されたドラフト会議にて、ソフトバンクから育成2位指名を受けた。11月14日に支度金300万円・年俸400万円（いずれも金額は推定）で入団に合意。背番号は126。

### ソフトバンク時代
2024年はウエスタン・リーグで17試合に登板。2勝1敗、防御率4.86という結果だった。オフには同僚の尾形崇斗の自主トレーニングに参加した。
2025年は、8月5日からシーズン終了までイースタン・リーグ参加球団のオイシックス新潟アルビレックス・ベースボール・クラブに派遣されることが発表された。背番号は49で、オイシックスはベースボール・チャレンジ・リーグ時代も含めて初めての派遣受け入れとなった。

## 選手としての特徴
最速155km/hのストレートと落差の大きいフォークが武器。変化球はその他にスライダーなどを投じる。

## 詳細情報

### 背番号
- 126（2024年[9] - ）
  - 49（2025年8月5日[13] - ） ※オイシックス新潟アルビレックス・ベースボール・クラブでの背番号